# Peponium pageanum
Peponium pageanum är en gurkväxtart som beskrevs av Charles Jeffrey. Peponium pageanum ingår i släktet Peponium och familjen gurkväxter. Inga underarter finns listade i Catalogue of Life.